# Сингапур на летних Олимпийских играх 2024

## Квалификация
| № п/п | Вид спорта                  | Мужчины        | Мужчины                | Женщины        | Женщины                | Всего          | Всего                  |
| № п/п | Вид спорта                  | Завоевано квот | Количество спортсменов | Завоевано квот | Количество спортсменов | Завоевано квот | Количество спортсменов |
| ----- | --------------------------- | -------------- | ---------------------- | -------------- | ---------------------- | -------------- | ---------------------- |
| 1     | Академическая гребля        |                |                        | 1              | 1                      | 1              | 1                      |
| 2     | Бадминтон                   | 1              | 2                      | 1              | 2                      | 3              | 4                      |
| 3     | Гребля на байдарках и каноэ |                |                        | 1              | 1                      | 1              | 1                      |
| 4     | Конный спорт                |                |                        | 1              | 1                      | 1              | 1                      |
| 5     | Лёгкая атлетика             |                |                        | 1              | 1                      | 1              | 1                      |
| 6     | Настольный теннис           | 1              | 1                      | 1              | 1                      | 2              | 2                      |
| 7     | Парусный спорт              | 2              | 2                      |                |                        | 2              | 2                      |
| 8     | Плавание                    | 1              | 1                      | 2              | 4                      | 3              | 5                      |
| 9     | Фехтование                  |                |                        | 2              | 2                      | 2              | 2                      |
|       | ИТОГО                       | 5              | 6                      | 10             | 13                     | 16             | 19                     |

## Медали
| Медаль | Спортсмен(ы) | Вид спорта | Дисциплина | Дата |
| ------ | ------------ | ---------- | ---------- | ---- |

| Вид спорта | 1 | 2 | 3 | Всего |

| Медали по датам | Медали по датам | Медали по датам | Медали по датам | Медали по датам | Медали по датам |
| --------------- | --------------- | --------------- | --------------- | --------------- | --------------- |
| Дата            | 1               | 2               | 3               | Всего           |                 |

## Состав команды
Академическая гребля
1. Сайида Айсия[англ.]

 Бадминтон
1. Ло Кин Ю
2. Терри Хи
3. Е Цзя Мин
4. Джессика Тан

Гребля на байдарках и каноэ
 Гребля на гладкой воде
1. Стефани Чен[англ.]

 Конный спорт
1. Кэролайн Чу[англ.]

 Лёгкая атлетика
1. Шанти Перейра[англ.]

 Настольный теннис
1. Исаак Квек[англ.]
2. Цзэн Цзянь[англ.]

 Парусный спорт
1. Максимилиан Медер
2. Райан Ло

 Плавание
1. Джонатан Тан[англ.]
2. Летиция Сим[англ.]
3. Кэ Тингвен[англ.]
4. Кэ Цзинвэнь[англ.]
5. Левения Сим[англ.]

 Фехтование
1. Кирия Тиканах[англ.]
2. Амита Бертьер[англ.]

## Академическая гребля
Сингапур завоевал одну квоту на участие в соревнованиях по академической гребле на Квалификационной регате Азии и Океании в Чхунджу, Корея.
Женщины
| Спортсмен    | Дисциплина | Заезд | Заезд | Утеш. заезд | Утеш. заезд | Полуфиналы | Полуфиналы | Финалы | Финалы |
| Спортсмен    | Дисциплина | Время | Место | Время       | Место       | Время      | Место      | Время  | Место  |
| ------------ | ---------- | ----- | ----- | ----------- | ----------- | ---------- | ---------- | ------ | ------ |
| Сайида Айсия | Одиночки   |       |       |             |             |            |            |        |        |

## Бадминтон
Сингапур завоевал три квоты на участие в олимпийском турнире по бадминтону в соответствии с Олимпийским рейтингом BWF.
Мужчины
| Спортсмен | Категория | Группы        | Группы        | Группы        | Группы | Выбывание     | Четвертьфиналы | Полуфиналы    | Финал / За 3 место | Финал / За 3 место |
| Спортсмен | Категория | Соперник Счет | Соперник Счет | Соперник Счет | Место  | Соперник Счет | Соперник Счет  | Соперник Счет | Соперник Счет      | Место              |
| --------- | --------- | ------------- | ------------- | ------------- | ------ | ------------- | -------------- | ------------- | ------------------ | ------------------ |
| Ло Кин Ю  | Одиночный |               |               |               |        |               |                |               |                    |                    |

Женщины
| Спортсмен | Категория | Группы        | Группы        | Группы        | Группы | Выбывание     | Четвертьфиналы | Полуфиналы    | Финал / За 3 место | Финал / За 3 место |
| Спортсмен | Категория | Соперник Счет | Соперник Счет | Соперник Счет | Место  | Соперник Счет | Соперник Счет  | Соперник Счет | Соперник Счет      | Место              |
| --------- | --------- | ------------- | ------------- | ------------- | ------ | ------------- | -------------- | ------------- | ------------------ | ------------------ |
| Е Цзя Мин | Одиночный |               |               |               |        |               |                |               |                    |                    |

Микст
| Спортсмен             | Категория | Группы        | Группы        | Группы        | Группы | Четвертьфиналы | Полуфиналы    | Финал / За 3 место | Финал / За 3 место |
| Спортсмен             | Категория | Соперник Счет | Соперник Счет | Соперник Счет | Место  | Соперник Счет  | Соперник Счет | Соперник Счет      | Место              |
| --------------------- | --------- | ------------- | ------------- | ------------- | ------ | -------------- | ------------- | ------------------ | ------------------ |
| Терри Хи Джессика Тан | Микст     |               |               |               |        |                |               |                    |                    |

## Гребля на байдарках и каноэ

### Гладкая вода
Сингапур завоевал право выставить одну лодке в женских соревнованиях байдарочников на Азиатской квалификационной регате 2024 года в Токио, Япония.
| Спортсмен   | Дисциплина       | Заезды | Заезды | Четвертьфиналы | Четвертьфиналы | Полуфиналы | Полуфиналы | Финалы | Финалы |
| Спортсмен   | Дисциплина       | Время  | Место  | Время          | Место          | Время      | Место      | Время  | Место  |
| ----------- | ---------------- | ------ | ------ | -------------- | -------------- | ---------- | ---------- | ------ | ------ |
| Стефани Чен | Байдарка-1 500 м |        |        |                |                |            |            |        |        |

## Конный спорт
Сингапур получил одно место в личных соревнованиях в выездке в соответствии с олимпийским рейтингом FEI.

### Выездка
| Спортсмен   | Лошадь | Дисциплина    | Гран При | Гран При | Специальный Гран При | Специальный Гран При | Произвольный Гран При | Произвольный Гран При | Сумма | Сумма |
| Спортсмен   | Лошадь | Дисциплина    | Баллы    | Место    | Баллы                | Место                | Техника               | Артистизм             | Баллы | Место |
| ----------- | ------ | ------------- | -------- | -------- | -------------------- | -------------------- | --------------------- | --------------------- | ----- | ----- |
| Кэролайн Чу |        | Личный турнир |          |          |                      |                      |                       |                       |       |       |

## Легкая атлетика
Сингапурские легкоатлеты выполнили нормативы для участия в Играх 2024 года, пройдя прямую квалификацию или по мировому рейтингу, в следующих соревнованиях (максимум по 3 спортсмена в каждом):
Беговые дисциплины
Женщины
| Спортсмен     | Дисциплина | Забеги    | Забеги | Утеш. забеги | Утеш. забеги | Полуфиналы | Полуфиналы | Финал     | Финал |
| Спортсмен     | Дисциплина | Результат | Место  | Результат    | Место        | Результат  | Место      | Результат | Место |
| ------------- | ---------- | --------- | ------ | ------------ | ------------ | ---------- | ---------- | --------- | ----- |
| Шанти Перейра | 200 м      |           |        |              |              |            |            |           |       |

## Настольный теннис
Сингапур завоевал право выставить по одному игроку в мужском и женском индивидуальных турнирах по результатам Квалификационного турнира Юго-Восточной Азии Азии 2024 года в Бангкоке, Таиланд.
| Спортсмен  | Дисциплина     | Предварит.         | 1 Раунд            | 2 Раунд            | 3 Раунд            | 1/8                | Четвертьфиналы     | Полуфиналы         | Финал / За 3 место | Финал / За 3 место |
| Спортсмен  | Дисциплина     | Соперник Результат | Соперник Результат | Соперник Результат | Соперник Результат | Соперник Результат | Соперник Результат | Соперник Результат | Соперник Результат | Место              |
| ---------- | -------------- | ------------------ | ------------------ | ------------------ | ------------------ | ------------------ | ------------------ | ------------------ | ------------------ | ------------------ |
| Исаак Квек | Мужчины личное |                    |                    |                    |                    |                    |                    |                    |                    |                    |
| Цзэн Цзянь | Женщины личное |                    |                    |                    |                    |                    |                    |                    |                    |                    |

## Парусный спорт
Сингапур завоевал право выставить по одной лодке (яхте) в нижеследующих классах судов по результатам Чемпионата мира по парусному спорту 2023 года в Гааге, Нидерланды и Азиатских играх 2022 года в Нинбо, Китай.
Гонки с выбыванием
| Спортсмен         | Дисциплина           | Гонка | Гонка | Гонка | Гонка | Гонка | Гонка | Гонка | Гонка | Гонка | Гонка | Гонка | Гонка | Гонка | Гонка | Гонка | Гонка | Гонка | Гонка | Гонка | Гонка | Гонка | Гонка | Гонка | Гонка | Гонка | Место |
| Спортсмен         | Дисциплина           | 1     | 2     | 3     | 4     | 5     | 6     | 7     | 8     | 9     | 10    | 11    | 12    | 1/4   | ПФ1   | ПФ2   | ПФ3   | ПФ4   | ПФ5   | ПФ6   | Ф1    | Ф2    | Ф3    | Ф4    | Ф5    | Ф6    | Место |
| ----------------- | -------------------- | ----- | ----- | ----- | ----- | ----- | ----- | ----- | ----- | ----- | ----- | ----- | ----- | ----- | ----- | ----- | ----- | ----- | ----- | ----- | ----- | ----- | ----- | ----- | ----- | ----- | ----- |
| Максимилиан Медер | Мужчины Формула Кайт |       |       |       |       |       |       |       |       |       |       |       |       | —     |       |       |       |       |       |       |       |       |       |       |       |       |       |

Медальные гонки
| Спортсмен | Дисциплина     | Гонка | Гонка | Гонка | Гонка | Гонка | Гонка | Гонка | Гонка | Гонка | Гонка | Гонка | Гонка | Гонка | Гонка | Гонка | Гонка | Баллы | Место |
| Спортсмен | Дисциплина     | 1     | 2     | 3     | 4     | 5     | 6     | 7     | 8     | 9     | 10    | 11    | 12    | 13    | 14    | 15    | M*    | Баллы | Место |
| --------- | -------------- | ----- | ----- | ----- | ----- | ----- | ----- | ----- | ----- | ----- | ----- | ----- | ----- | ----- | ----- | ----- | ----- | ----- | ----- |
| Райан Ло  | Мужчины ILCA 7 |       |       |       |       |       |       |       |       |       |       | —     | —     | —     | —     | —     |       |       |       |

M = Медальная гонка; EL = Выбыл – не участвовал в медальной гонке

## Плавание
Сингапурские пловцы выполнили требования для участия в нижеследующих дисциплинах плавательного турнира Олимпиады (максимум два пловца, выполнивших Олимпийский квалификационный норматив (OST) или, возможно, Олимпийский рассматриваемый норматив (OCT)).
Мужчины
| Спортсмен    | Дисциплина         | Заплывы | Заплывы | Полуфиналы | Полуфиналы | Финал | Финал |
| Спортсмен    | Дисциплина         | Время   | Место   | Время      | Место      | Время | Место |
| ------------ | ------------------ | ------- | ------- | ---------- | ---------- | ----- | ----- |
| Джонатан Тан | 50 м вольный стиль |         |         |            |            |       |       |

Женщины
| Спортсмен                                      | Дисциплина                | Заплывы | Заплывы | Полуфиналы | Полуфиналы | Финал | Финал |
| Спортсмен                                      | Дисциплина                | Время   | Место   | Время      | Место      | Время | Место |
| ---------------------------------------------- | ------------------------- | ------- | ------- | ---------- | ---------- | ----- | ----- |
| Летиция Сим                                    | 100 м брасс               |         |         |            |            |       |       |
| Кэ Тингвен Кэ Цзинвэнь Летиция Сим Левения Сим | 4 × 100 м комбинированная |         |         | —          | —          |       |       |

## Фехтование
Сингапур получил одно индивидуальное место в женской рапире по рейтингу FEI и одно индивидуальное место в женской шпаге на Зональном турнире Азии и Океании 2024 года в Дубае, ОАЭ.
| Спортсмен     | Дисциплина     | Раунд 64      | Раунд 32      | Раунд 16      | Четвертьфинал | Полуфинал     | Финал / За 3 место | Финал / За 3 место |
| Спортсмен     | Дисциплина     | Соперник Счет | Соперник Счет | Соперник Счет | Соперник Счет | Соперник Счет | Соперник Счет      | Место              |
| ------------- | -------------- | ------------- | ------------- | ------------- | ------------- | ------------- | ------------------ | ------------------ |
| Кирия Тиканах | Женщины шпага  |               |               |               |               |               |                    |                    |
| Амита Бертьер | Женщины рапира |               |               |               |               |               |                    |                    |